# Son (tv-serie)
 For alternative betydninger, se Son (flertydig). (Se også artikler, som begynder med Son)
Son er en tyrkisk tv-serie skabt af Berkun Oya. Serien debuterede på Atv den 9. januar 2012.

## Medvirkende
- Yiğit Özşener (Selim)
- Nehir Erdoğan (Aylin, Selims fru)
- Erkan Can (Ali)
- Berrak Tüzünataç (Alev, Halils fru)
- Engin Altan Düzyatan (Halil, Alis yngre bror)